# Совљак (Уб)
Совљак је насеље у Србији у општини Уб у Колубарском округу. Према попису из 2022. било је 1704 становника.

## Историја
Први познати помен села у турско доба је забележен у попису (тефтеру) за хиџретску 934. годину, тј. 1527/1528. годину по садашњем рачунању времена.

Транскрибован на модерни турски, са османске арабице, унос са 245. странице тефтера TD 144 је гласио овако:
Sovyak karye, Valyeva nahiye - Село Совјак (или Совљак), Нахија Ваљево
Учитељ Петра Карађорђевића, др. Габлер, боравио је у селу септембра 1852, где је описао српску задругу. Београђанин Алекса Алексић је овде 1930-тих акумулирао имање од 150 хектара, "једно од највећих у Србији".

## Демографија
У насељу Совљак живи 1496 пунолетних становника, а просечна старост становништва износи 38,2 година (37,6 код мушкараца и 38,8 код жена). У насељу има 540 домаћинстава, а просечан број чланова по домаћинству је 3,58.
Ово насеље је великим делом насељено Србима (према попису из 2002. године).
|  |

| Демографија | Демографија | Демографија |
| Година      | Становника  | Становника  |
| ----------- | ----------- | ----------- |
| 1948.       | 1.901       |             |
| 1953.       | 2.013       |             |
| 1961.       | 2.084       |             |
| 1971.       | 2.015       |             |
| 1981.       | 1.954       |             |
| 1991.       | 2.046       | 1.929       |
| 2002.       | 1.933       | 2.009       |

| Етнички састав према попису из 2002.‍ | Етнички састав према попису из 2002.‍ | Етнички састав према попису из 2002.‍ | Етнички састав према попису из 2002.‍ | Етнички састав према попису из 2002.‍ |
| ------------------------------------ | ------------------------------------ | ------------------------------------ | ------------------------------------ | ------------------------------------ |
|                                      |                                      |                                      |                                      |                                      |
| Срби                                 | Срби                                 |                                      | 1.847                                | 95,55%                               |
| Југословени                          | Југословени                          |                                      | 41                                   | 2,12%                                |
| Роми                                 | Роми                                 |                                      | 26                                   | 1,34%                                |
| Румуни                               | Румуни                               |                                      | 6                                    | 0,31%                                |
| Црногорци                            | Црногорци                            |                                      | 1                                    | 0,05%                                |
| Руси                                 | Руси                                 |                                      | 1                                    | 0,05%                                |
| Мађари                               | Мађари                               |                                      | 1                                    | 0,05%                                |
| непознато                            | непознато                            |                                      | 6                                    | 0,31%                                |

| Година пописа     | 1948. | 1953. | 1961. | 1971. | 1981. | 1991. | 2002. |
| ----------------- | ----- | ----- | ----- | ----- | ----- | ----- | ----- |
| Број домаћинстава | 349   | 367   | 445   | 451   | 486   | 552   | 540   |

| Број чланова      | 1  | 2  | 3  | 4   | 5  | 6  | 7  | 8 | 9 | 10 и више | Просек |
| ----------------- | -- | -- | -- | --- | -- | -- | -- | - | - | --------- | ------ |
| Број домаћинстава | 89 | 97 | 80 | 105 | 79 | 58 | 18 | 9 | 2 | 3         | 3,58   |

| Пол    | Укупно | Неожењен/Неудата | Ожењен/Удата | Удовац/Удовица | Разведен/Разведена | Непознато |
| ------ | ------ | ---------------- | ------------ | -------------- | ------------------ | --------- |
| Мушки  | 797    | 240              | 500          | 35             | 17                 | 5         |
| Женски | 780    | 112              | 504          | 140            | 22                 | 2         |
| УКУПНО | 1.577  | 352              | 1.004        | 175            | 39                 | 7         |

| Пол    | Укупно                    | Пољопривреда, лов и шумарство | Рибарство                            | Вађење руде и камена | Прерађивачка индустрија       |
| ------ | ------------------------- | ----------------------------- | ------------------------------------ | -------------------- | ----------------------------- |
| Мушки  | 459                       | 249                           | 1                                    | 9                    | 83                            |
| Женски | 298                       | 188                           | 0                                    | 3                    | 41                            |
| УКУПНО | 757                       | 437                           | 1                                    | 12                   | 124                           |
| Пол    | Производња и снабдевање   | Грађевинарство                | Трговина                             | Хотели и ресторани   | Саобраћај, складиштење и везе |
| Мушки  | 2                         | 24                            | 27                                   | 6                    | 23                            |
| Женски | 0                         | 4                             | 28                                   | 4                    | 5                             |
| УКУПНО | 2                         | 28                            | 55                                   | 10                   | 28                            |
| Пол    | Финансијско посредовање   | Некретнине                    | Државна управа и одбрана             | Образовање           | Здравствени и социјални рад   |
| Мушки  | 1                         | 3                             | 11                                   | 2                    | 1                             |
| Женски | 3                         | 0                             | 3                                    | 6                    | 6                             |
| УКУПНО | 4                         | 3                             | 14                                   | 8                    | 7                             |
| Пол    | Остале услужне активности | Приватна домаћинства          | Екстериторијалне организације и тела | Непознато            | Непознато                     |
| Мушки  | 5                         | 0                             | 0                                    | 12                   | 12                            |
| Женски | 2                         | 0                             | 0                                    | 5                    | 5                             |
| УКУПНО | 7                         | 0                             | 0                                    | 17                   | 17                            |

## Галерија слика
- Совљак